# Hanns Ruder

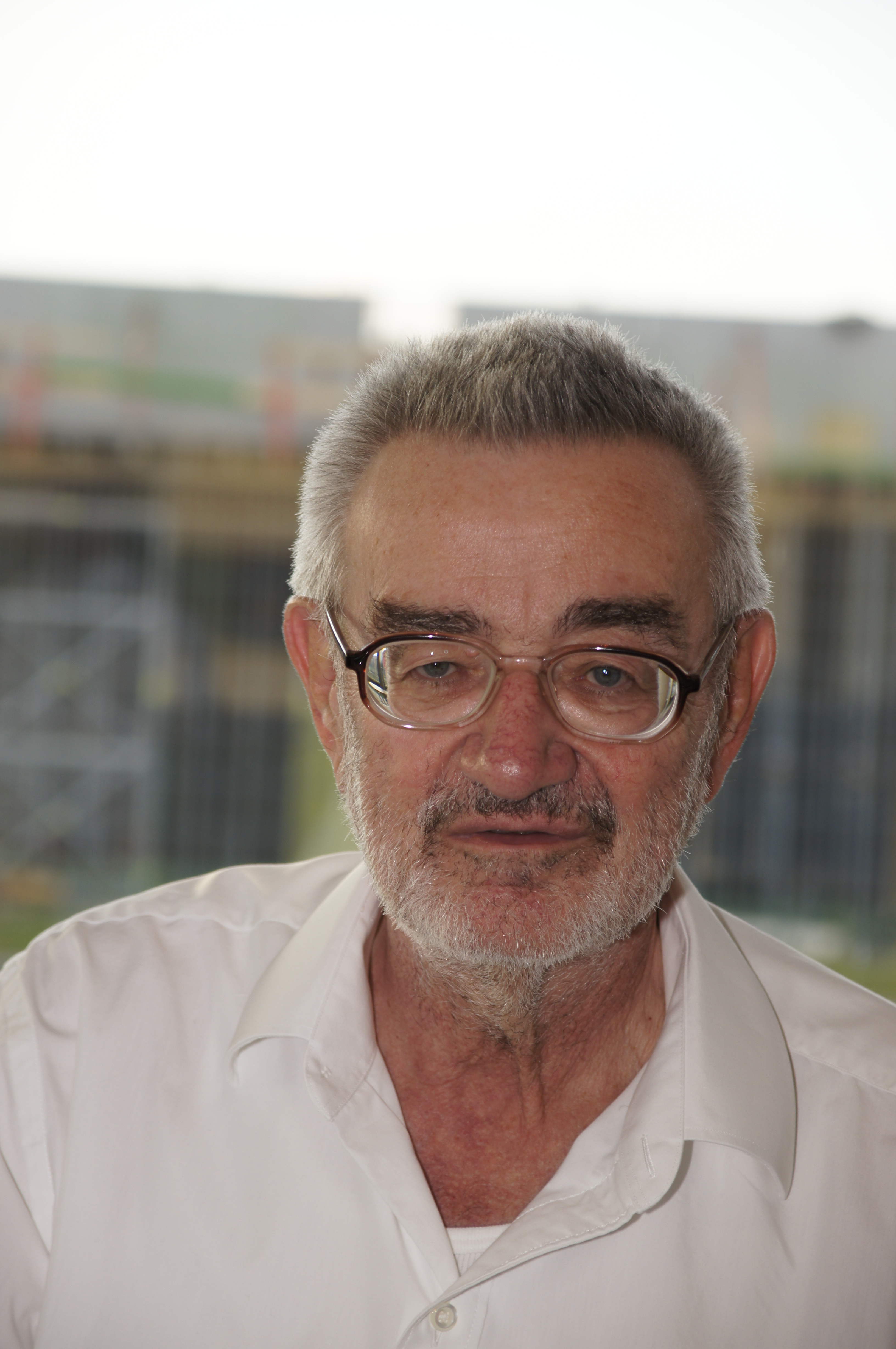
Hanns Ruder (2010)

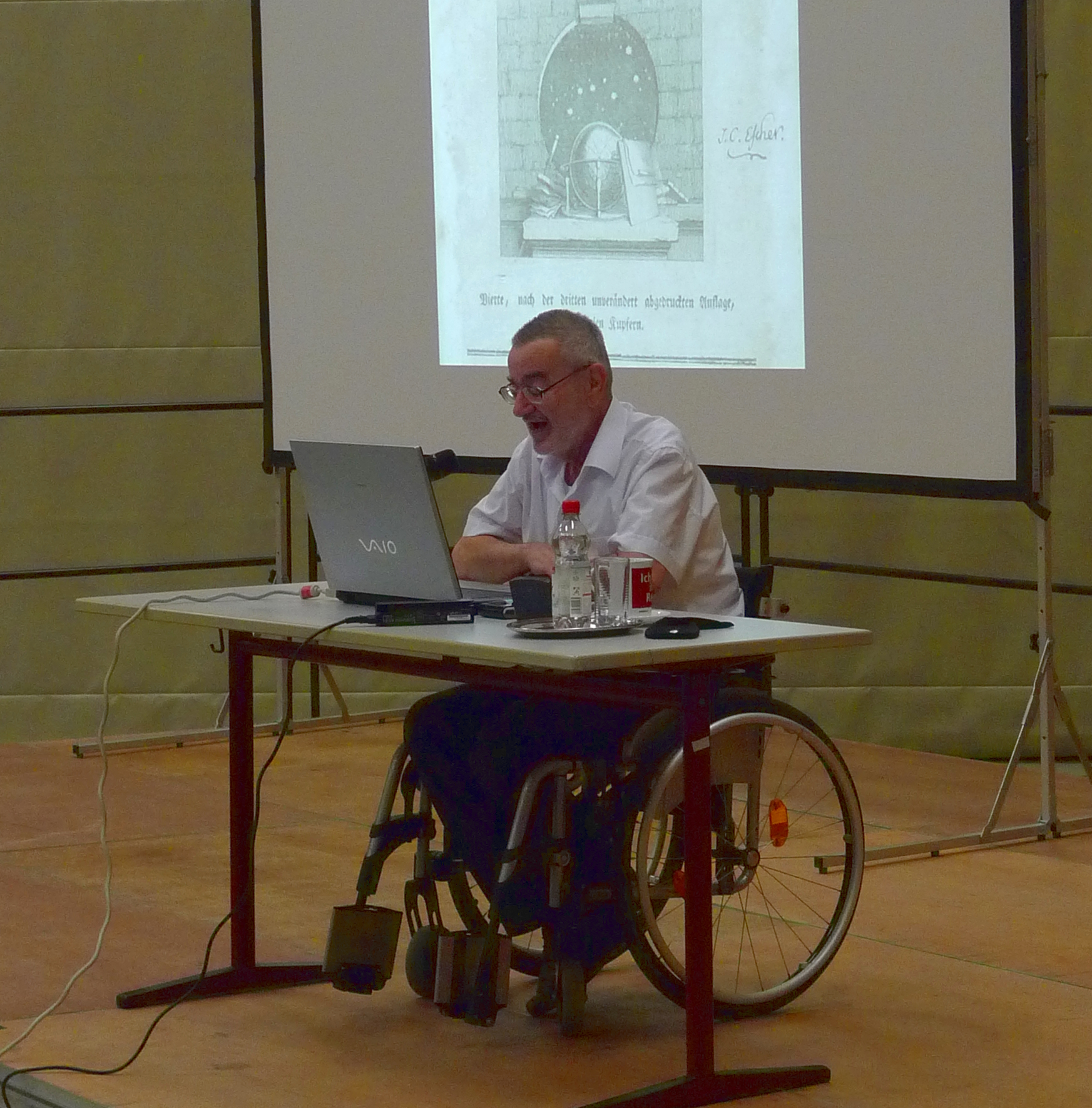
Öffentlicher Vortrag in Ansbach, 2012

Hanns Ruder (* 3. November 1939 in Nürnberg; † 17. Oktober 2015) war ein deutscher Astrophysiker.

## Leben
Ruder erkrankte in früher Kindheit an Kinderlähmung, wovon er eine lebenslange Behinderung davontrug. Nach Volksschule und Besuch der Dürer-Oberrealschule studierte er Physik an der Universität Erlangen-Nürnberg mit dem Diplom-Abschluss 1964, der Promotion 1967 (Zur Lösung des quantenmechanischen Dreikörperproblems) und der Habilitation 1972 (Zur exakten Behandlung von kollektiven Rotationen). Damaliger Schwerpunkt seiner wissenschaftlichen Tätigkeit war theoretische Kernphysik. Danach war er wissenschaftlicher Rat und ab 1978 Professor für Theoretische Physik an der Universität Erlangen-Nürnberg. Von 1983 bis zu seiner Emeritierung im Jahr 2006 war er Professor für Theoretische Astrophysik an der Universität Tübingen.
Neben verschiedenen astrophysikalischen Problemen (unter anderem durch Simulation mit Superrechnern; von 1994 bis 2006 war er Sprecher des entsprechenden Sonderforschungsbereichs 382 der DFG) befasste er sich mit Visualisierung der Vorhersagen der Relativitätstheorie.
1993 bis 1996 war er Vorsitzender der Astronomischen Gesellschaft. Von 2002 bis 2009 war Hanns Ruder Mitglied des Preiskomitees für den Georg-Kerschensteiner-Preis. Seit 2013 war Ruder wissenschaftlicher Berater für das Projekt Public Telescope, welches ein Weltraumteleskop konzipieren, bauen und betreiben will.
Hanns Ruder war verheiratet mit der Mathematikerin Margret Ruder, die beiden haben einen Sohn.

## Ehrungen
- 2002 Robert-Wichard-Pohl-Preis[4]
- 2006 Medaille für naturwissenschaftliche Publizistik der Deutschen Physikalischen Gesellschaft[5]
- 2012 Lorenz-Oken-Medaille[6]
- 2013 Namensgeber für den Asteroiden (250164) Hannsruder[7]

## Schriften
- Hanns und Margret Ruder: Die spezielle Relativitätstheorie, Vieweg, Braunschweig / Wiesbaden 1993, ISBN 3-528-07266-0.
- Hanns Ruder (Hrsg.): Numerische Simulation in der Strömungslehre, mit Michael Griebel, Thomas Dornseifer und Tilman Neunhoeffer. Vieweg, Braunschweig / Wiesbaden 1995, ISBN 3-528-06761-6.
- Hanns Ruder, Hans-Peter Nollert: Die relativistische Welt in Bildern: Was Einstein gerne gesehen hätte Spektrum Spezial, Heidelberg 2005, ISBN 3-936278-95-4.